# Grandes halles de Klauzál tér
Les Grandes halles de Klauzál tér (en hongrois : Klauzál téri nagycsarnok) sont un marché couvert situé dans le quartier d'Erzsébetváros du 7e arrondissement de Budapest, sur Klauzál tér.